# Nacionalno prvenstvo ZDA 1930
Nacionalno prvenstvo ZDA 1930 v tenisu.

## Moški posamično
John Doeg :  Frank Shields  10-8 1-6 6-4 1-6 6-4

## Ženske posamično
Betty Nuthall Shoemaker :  Anna McCune Harper  6-1, 6-4

## Moške dvojice
George Lott /  John Doeg :  Wilmer Allison /  John Van Ryn 8–6, 6–3, 4–6, 13–15, 6–4

## Ženske dvojice
Betty Nuthall /  Sarah Palfrey Cooke :  Edith Cross /  Anna McCune Harper 3–6, 6–3, 7–5

## Mešane dvojice
Edith Cross /  Wilmer Allison :  Marjorie Morrill /  Frank Shields 6–4, 6–4